# المترجم الخائن
المترجم الخائن هي الرواية الثامنة للروائي السوري فواز حدّاد. صدرت الرواية لأوّل مرة عام 2008 عن دار رياض الريس للكتب والنشر في لبنان. تُرجمت الرواية إلى اللغة الألمانية، ودخلت في القائمة النهائية «القصيرة» للجائزة العالمية للرواية العربية لعام 2009, المعروفة بجائزة «بوكر».

## حول الرواية
ترصد هذه الرواية، العلاقات الإنسانية عمومًا في الوطن العربي، بين تونس ولبنان وفلسطين وسوريا، من خلال «حامد» الشخصية المحورية والشخصيتين الملتبستين «أحمد حلفاني» و«عفيف حلفاوي» وشخصيات أخرى. فعبر شخصية المترجم المتهم بالخيانة «حامد» بسبب رؤيته المختلفة لمعنى الترجمة ولقيم الفكر والحضارة والثقافة والإبداع، ينسج الروائي شبكة واسعة وثرية من العلاقات بين أدباء وصحافيين ونُقّاد لتقول بأن فنون الكتابة، وبما هي علاقة بالإنسان والحرية والحياة، تأبى أن تكون موضع تبعية واستغلال ومساومة وانتهازية وابتزاز.

## إقتباسات من الرواية
جاء في حوار ما بين «سامي» (صديق قديم لحامد) وحامد سليم (الشخصية الرئيسية) متحدثين عن «النخبة الأدبية» في الوطن العربي:
| المترجم الخائن | - (سامي): .... مع إنني أستبعد أن تكون المافيا الثقافية على علاقة بالمافيا الإجرامية, فالتماثل بينهما جلي, كلاهما لا يتورعان عن فعل مهما كان منافيًا للأخلاق. بل وتتفوق الثقافية على الإجرامية, ليس بأنها أكثر دهاء فحسب, بل لأنها تستطيع بكل تبجح, توفير المبررات الأدبية والإنسانية لفساد أعضاءها وتمويه انحطاطهم بأبعاد فلسفية أو سيكلوجية عميقة الغور, أو شطحات عدمية أو سيريالية وقد تكون رومانسية, وربما داروينية, أي لا تحوجهم المسوغات. لم أخترع شيئًا, سمعت عنهم ... أمورًا شائنة يندى لها الجبين خجلًا. صدقني, ليسوا بالبراءة التي يظهرون بها. ....(و) لا بد لأي كاتب مهما بلغ من عبقرية من دفشة مافيوية, وفي حال طمح إلى مكانة, فلا مفر من تعاونه معهم (الأدباء المسيطرون على الساحة الثقافية) أي أن يكون عميلًا لهم, ريثما يضمونه إلى بطانتهم, وإلا كان مصيره السحق والمحق, وفي أحسن الأحوال البقاء ناشئًا في عالم الأدب, ولو بلغ من العمر عتيًا. - فقال حامد: ألا تعلم السلطة بوجودهم؟ - قال سامي: طبعًا تعلم, لكنها لا تهتم إلا بما يهددها, ولا تأخذ بمهاترات تافهة كالشجارات والعداوات الأدبية. - قال حامد: لكن التجمعات والتكتلات السرية ممنوعة؟ - فقال سامي: ما دامت لا تعمل ضدهم, فسوف تتغاضى عنهم. - فقال حامد: لماذا لا تعترف بهم كتنظيم قائم؟ - فقال سامي: لأنها لا تقيم لهم وزنًا, عدا أن شراءهم فُرادى أرخص. | المترجم الخائن |

## ترجمة الرواية
تُرجمت هذه الرواية إلى اللغة الألمانية، إلا أنّها لم تصدر حتى الآن، وقد قام بترجمتها المترجم الألماني «غونتر أورت».